# باکورتسیخه
باکورتسیخه (به لاتین: ბაკურციხე) یک روستا در شهرداری گورجاآنی در استان کاختی گرجستان است.
این روستا در ساحل سمت راست رودخانه آلازانی و در دو طرف رودخانه چالائوبنیسخوی واقع شده است. این روستا ۴۴۰ متر بالاتر از سطح دریا قرار گرفته و ۸ کیلومتر با گورجاآنی فاصله دارد. باکورتسیخه در سال ۲۰۱۴ میلادی، ۲۵۷۴ نفر جمعیت دارد.